# Premier League (Rwanda)
De Premier League is de hoogste voetbalcompetitie in Rwanda.
De competitie werd in 1975 ingesteld en bestaat uit 12 teams. 
Recordkampioen is APR FC met 21 titels.

## Winnaars
- 1975 : Rayon Sport (Nyanza)
- 1976-79 : onbekend
- 1980 : Panthères Noires (Kigali)
- 1981 : Rayon Sport (Nyanza)
- 1982 : geen competitie
- 1983 : Kiyovu Sports (Kigali)
- 1984 : Panthères Noires (Kigali)
- 1985 : Panthères Noires (Kigali)
- 1986 : Panthères Noires (Kigali)
- 1987 : Panthères Noires (Kigali)
- 1988 : Mukungwa (Ruhengeri)
- 1989 : Mukungwa (Ruhengeri)
- geen competitie tussen 1990 en 1991
- 1992 : Kiyovu Sports (Kigali)
- 1993 : Kiyovu Sports (Kigali)
- 1994 : geen competitie
- 1995 : APR FC (Kigali)
- 1996 : APR FC (Kigali)
- 1997 : Rayon Sport (Nyanza)
- 1998 : Rayon Sport (Nyanza)
- 1999 : APR FC (Kigali)
- 2000 : APR FC (Kigali)
- 2001 : APR FC (Kigali)
- 2002 : Rayon Sport (Nyanza)
- 2003 : APR FC (Kigali)
- 2004 : Rayon Sport (Nyanza)
- 2005 : APR FC (Kigali)
- 2006 : APR FC (Kigali)
- 2007 : APR FC (Kigali)
- 2008 : ATRACO FC (Kigali)
- 2009 : APR FC (Kigali)
- 2010 : APR FC (Kigali)
- 2011 : APR FC (Kigali)
- 2011/2012 : APR FC (Kigali)
- 2012/2013 : Rayon Sports (Nyanza)
- 2013/2014 : APR FC (Kigali)